# Ловчев, Евгений Евгеньевич
Евгений Евгеньевич Ло́вчев (6 августа 1975, Москва) — российский и казахстанский футболист, сын известного советского футболиста Евгения Ловчева. Начинал карьеру на позиции защитника, позже — полузащитник.
1990-е годы провёл в клубах России и Белоруссии. В высшей лиге чемпионата России провёл 1 матч в 1996 году в составе московского «Локомотива».
С 2001 года играл за казахстанские клубы, в том же году принял казахстанское гражданство. В 2003—2004 годах сыграл 8 матчей за сборную Казахстана, забил один мяч.
В 2009 году играл за «Приалит Реутов» и был капитаном команды, занявшей 3-е место в дивизионе «А» московской зоны любительского первенства России.
В ноябре 2017 года назначен генеральным директором футбольного клуба «Пюник» Ереван.

## Достижения
- Двукратный чемпион Казахстана (2001, 2004)
- 4-кратный бронзовый призёр чемпионата Казахстана (2003, 2005, 2006, 2007)
- Двукратный обладатель Кубка Казахстана (2000/01, 2002)
- Лучший футболист Казахстана 2002